# Virgil Widrich
Virgil Widrich (Salisburgo, 16 maggio 1967) è un regista e artista austriaco.
Lavora a numerosi film e progetti multimediali, in parte in comunità di lavoro creative. È conosciuto soprattutto per i suoi numerosi cortometraggi e progetti multimediali, premiati con oltre 290 riconoscimenti internazionali.

## Biografia
Virgil Widrich, nato a Salisburgo, è figlio della medico e esperta di politica sanitaria Gerheid Widrich e del giornalista Hans Widrich, capo ufficio stampa del Festival di Salisburgo per quasi trent’anni. Trascorre l'infanzia in una casa di oltre 500 anni sul monte Mönchsberg, dove incontra artisti come Peter Handke e Wim Wenders.
A 13 anni inizia a girare i suoi primi film in Super 8. Dopo aver fondato nel 1987 la società di distribuzione Classic Films, lavora nel 1990 a Hollywood con John Bailey. Nel 1993 è tra i fondatori del festival austriaco del cinema Diagonale. Dal 1997 si dedica nuovamente alla regia: tx-transform è presentato ad Ars Electronica, seguito dal primo lungometraggio Heller als der Mond (2000) e da Copy Shop (2001), nominato all’Oscar e premiato in oltre 750 festival. Fast Film (2003) ottiene 35 premi internazionali.
Nel 2001 fonda la società checkpointmedia, è cofondatore di Amour Fou Film e continua a produrre cortometraggi e installazioni multimediali. Dal 2007 è professore all’Università di arti applicate di Vienna, dove dirige dal 2010 il master Art & Science.
Dal 2024 è membro dell'Academy of Motion Picture Arts and Sciences.

## Esposizioni
- 2006: installazioni interattive per il Mozarthaus Vienna
- 2008: 13 lavori con studenti presentati a Essence08, Museo di arti applicate di Vienna
- 2009: direzione artistica di Linz. City in Luck, museo Nordico, Linz Capitale Europea della Cultura
- 2009: Alias in Wonderland, Museumsquartier Vienna
- 2009: Essence09, Expositur Zollamtsstraße
- 2010: Essence10, Künstlerhaus Vienna
- 2010: 90 anni di Festival di Salisburgo, Museo di Salisburgo
- 2011: parameter{world}, Università di arti applicate di Vienna
- 2011: Warning/triangle, per Fetisch Auto, Museo Tinguely, Basilea
- 2012: Essence12, Künstlerhaus Vienna
- 2013: Crucial Experiments, Museumsquartier Vienna
- 2014: Essence14, Künstlerhaus Vienna
- 2015: Parallaxis per Farbenrausch, Museo Leopold
- 2016: [dis]placement – Information through Sound, Citygate Vienna
- 2017: Circuit Training, das weisse haus, Vienna
- 2017: analog_digital – La dicotomia del cinema, METRO Kinokulturhaus
- 2017: Panzerschrank Potemkin, Vienna Design Week
- 2017: Aesthetics of Change, 150 anni dell’Università, MAK Vienna
- 2018: Sound of Music World, Salisburgo
- 2018: Voyage autour de ma chambre, Vienna Design Week
- 2019: direzione artistica dello Sconarium, Bad Schönau
- 2020: Überall Musik!, DomQuartier, Salisburgo
- 2025: Klimt. Pigment & Pixel (Belvedere inferiore) e IM BLICK: Gustav Klimt – Die Braut (Belvedere superiore), con Marc Schuran

## Teatro musicale
- 2012: concezione e regia video per New Angels, con Martin Haselböck e Frank Hoffmann, Théâtre National du Luxembourg
- 2019: regia video per Nova – Imperfecting Perfection di Franz Danksagmüller, Kirchentag evangelico, Dortmund[1]

## Filmografia
- 1980: My Homelife, documentario, 6 min (AUT)
- 1980: Gebratenes Fleisch, thriller, 11 min (AUT)
- 1980: 3 mal Ulf, documentario, 12 min (AUT)
- 1981: Auch Farbe kann träumen, animazione, 12 min (AUT)
- 1982: Monster in Salzburg, animazione, 12 min (AUT)
- 1983–1985: Vom Geist der Zeit, 112 min (AUT)
- 1998: tx-transform, sperimentale, 5 min, co-regia con Martin Reinhart (AUT)
- 2000: Heller als der Mond, 88 min (AUT)
- 2001: Copy Shop, 12 min (AUT)
- 2001: LinksRechts, documentario, 4 min (AUT/FRA)
- 2003: Fast Film, animazione, 14 min (AUT/LUX)
- 2010: make/real, found footage, 5 min (AUT)
- 2011: warning triangle, found footage, 6 min (AUT)
- 2015: back track, sperimentale 3D, 7 min (AUT)
- 2016: Vienna table trip, animazione, 1 min 22 s (AUT)
- 2016: Die Nacht der 1000 Stunden, 92 min (AUT/LUX/NL)
- 2018: Be my Rebel, videoclip musicale, 3 min 45 s (DEU)
- 2018: Light Matter, sperimentale, 5 min (AUT)
- 2019: tx-reverse, sperimentale, 5 min, co-regia con Martin Reinhart (AUT/DEU)
- 2021: There is exactly enough time, animazione, 1 min, con Oskar Salomonowitz (AUT)
- In sviluppo: Micromeo, film animato, sceneggiatura con Jean-Claude Carrière

## Premi selezionati
Heller als der Mond (Europa 2000)
- Premio per la miglior sceneggiatura della città di Salisburgo (1997)
- Premio Jean Carmet per Lars Rudolph – Angers European First Film Festival (2000)
- Premio Laser Vidéo Titres – Angers European First Film Festival (2000)

Copy Shop (Austria 2001)
- Nomination all’Oscar 2002 nella categoria miglior cortometraggio live action (Academy of Motion Picture Arts and Sciences)
- Premio per la miglior creazione sonora – Festival du Court-Métrage de Clermont-Ferrand (2001)
- Miglior cortometraggio sperimentale – Toronto International Short Film Festival (2001)
- Premio Kodak – scelta della giuria – Puchon International Fantastic Film Festival (2001)
- Premio della giuria – IMAGO, Covilhã, Portogallo (2001)
- Colomba d’argento – Festival internazionale di Lipsia (2001)
- Miglior cortometraggio – Lleida, inCurt (2001)
- Miglior film sperimentale – Shorts International Film Festival, New York (2001)
- 1º premio Comunidad de Madrid – Semana de Cine Experimental de Madrid (2001)
- Miglior cortometraggio – Barcelona L’Alternativa (2001)
- Premio della giuria – Leuven Kort International Short Film Festival (2001)
- Miglior film del festival – Boston Underground Film Festival (2002)
- Prix des télévisions européennes – Brussels International Fantastic Film Festival (2002)
- Premio speciale – Hiroshima International Animation Festival (2002)
- Miglior film sperimentale – Panorama of Independent Film and Video Makers, Salonicco (2002)
- Premio speciale della giuria – Tehran International Animation Festival (2003)

Fast Film (Austria/Lussemburgo 2003)
- Selezione ufficiale – Festival di Cannes (2003)
- Miglior cortometraggio animato – Worldwide Short Film Festival, Toronto (2003)
- Gran Premio per l’animazione – Festival Internacional de Curtas Metragens de Vila do Conde, Portogallo (2003)
- Miglior cortometraggio sperimentale – Melbourne International Film Festival (2003)
- Premio del pubblico – Bearded Child Film Festival (USA, 2003)
- Film più fantasioso – Odense Film Festival (2003)
- High Risk Award – Fantoche, Festival internazionale di animazione, Baden (2003)
- Miglior film sperimentale – Panorama of Independent Film and Video Makers, Salonicco (2003)
- Corto più innovativo – Festival internazionale di Lipsia (2003)
- Grand Prix – Uppsala International Short Film Festival (2003)
- Premio Comunidad de Madrid – Semana de Cine Experimental de Madrid (2003)
- Secondo premio e menzione speciale – Cinanima, Portogallo (2003)
- Premio Innova – Animadrid, Spagna (2003)
- Premio della critica – Animafest Zagabria (2004)
- Premio ASIFA Corea – Miglior film sperimentale – SICAF (2004)
- Cartoon d’Or – Miglior cortometraggio animato – Cartoon Forum Galicia (2004)

back track (Austria 2015)
- Miglior film sperimentale – NYC Indie Film Awards, New York
- Miglior cortometraggio sperimentale – Five Continents International Film Festival, Tenerife
- Miglior film sperimentale – Crossing the Screen, Eastbourne, Regno Unito

Die Nacht der 1000 Stunden (Luxemburgo/Austria/NL 2016)
- Premio del pubblico “Flash Forward” – Busan International Film Festival, Corea del Sud (2016)

Vienna table trip (Austria 2016)
- Miglior animazione – EIFA – European Independent Film Award, Parigi
- Miglior animazione – LA Shorts Awards, USA
- Finalista – TRAVEL FILM, Festival internazionale del film turistico, Mosca
- Primo premio – Tourfilm Riga – categoria “Cultura e turismo”
- Premio nel concorso per film turistici – Film Forum Linz

Be my Rebel (Austria/Germania 2018)
- Miglior video musicale – Mindfield Film Festival, Los Angeles
- Miglior video musicale – Mindfield Film Festival, Albuquerque
- Miglior video musicale – UNDO Divergent Film Awards, Arlington
- Bronzo – EIFA – European Independent Film Award, Parigi
- Miglior effetti visivi – Snowdance Film Awards, Los Angeles
- Miglior video musicale internazionale – Fort Worth Indie Film Showcase
- Miglior video musicale – Hollywood Sun Awards, USA
- Miglior effetti visivi – Royal Wolf Film Awards, Los Angeles
- Miglior regia – Top Indie Film Awards, USA
- Miglior regista – Enginuity Film Awards, Shepherdstown, USA
- Miglior video musicale – Lake View International Film Festival, Punjab, India
- Top 2º video musicale – Jaipur International Film Festival
- Miglior video musicale – LA Edge Film Awards
- Miglior montaggio – Silicon Beach Film Festival, Los Angeles
- Vincitore mensile – Berlin Flash Film Festival (aprile 2018)
- Miglior effetti visivi – South Film and Arts Academy Festival, Cile
- Miglior video musicale – Mediterranean Film Festival, Siracusa

tx-reverse (Austria/Germania 2019)
- Miglior cortometraggio sperimentale – Eden International Film Festival (2022)
- Miglior cortometraggio sperimentale – Edison International Film Festival, India (2022)
- Miglior cortometraggio sperimentale – Black Mountain Film Festival (2022)

There is exactly enough time (Austria 2021)
- Miglior animazione – Harlem International Film Festival, New York (2023)
- Miglior montaggio – Monza Film Fest, Italia (2023)
- Miglior cortometraggio drammatico – Panther City Film Festival, USA (2023)
- Menzione d’onore – British Indie Festival, Londra (2023)
- Premio speciale – Blow-Up Arthouse Filmfest, Chicago (2024)